# Rezolucje Rady Bezpieczeństwa ONZ z roku 1975
Stałe miejsca w Radzie Bezpieczeństwa ONZ posiadają:
- ChRL
- Francja
- ZSRR
- Stany Zjednoczone
- Wielka Brytania

W roku 1975 członkami niestałymi Rady były:
- Kamerun
- Mauretania
- Tanzania
- Irak
- Japonia
- Kostaryka
- Gujana
- Włochy
- Szwecja
- Białoruska SRR

## Rezolucje
Rezolucje Rady Bezpieczeństwa ONZ przyjęte w roku 1975:
- 367 (w sprawie Cypru)
- 368 (w sprawie Izraela i Egiptu)
- 369 (w sprawie Izraela i Syrii)
- 370 (w sprawie Cypru)
- 371 (w sprawie Izraela i Egiptu)
- 372 (w sprawie Republiki Zielonego Przylądka)
- 373 (w sprawie Wysp Świętego Tomasza i Książęcej)
- 374 (w sprawie Mozambiku)
- 375 (w sprawie Papui-Nowej Gwinei)
- 376 (w sprawie Komorów)
- 377 (w sprawie Sahary Zachodniej)
- 378 (w sprawie Izraela i Egiptu)
- 379 (w sprawie Sahary Zachodniej)
- 380 (w sprawie Sahary Zachodniej)
- 381 (w sprawie Izraela i Syrii)
- 382 (w sprawie Surinamu)
- 383 (w sprawie Cypru)
- 384 (w sprawie Timoru Wschodniego)